# 吉弘充志
吉弘 充志（よしひろ みつゆき、1985年5月4日 - ）は、山口県下松市出身の元サッカー選手（DF）。

## 来歴
中学3年生の時、サンフレッチェ広島ユースのセレクションを受けたが 合格せず、広島皆実高校へ進学。1年生からレギュラーCBに定着、3年生次の2003年には主将となり、全国高校選手権でベスト16に輝いた。同年7月に特別指定選手として広島に登録。
2004年に広島とプロ契約を結んだ。同年、持ち前のスピードを活かして浦和のエメルソンのマークに付くなど信用を得た。翌2005年は負傷で出遅れるも、練習での好パフォーマンスから終盤には信用を回復、最終戦に途中試合出場。2006年はレギュラーをほぼつかんでいたが、同年7月1日、セレッソ大阪との練習試合中ゼ・カルロス選手と激突し、「中心性頸髄損傷」の大怪我を負い、一時は選手生命を危ぶまれた。手術を行い、12月2日の清水エスパルス戦で途中出場ながら復帰を果たす。その後は、プレースタイルと監督の戦術との不一致、盛田剛平や槙野智章の台頭により、再び出場機会が減少。
2008年より、コンサドーレ札幌へ完全移籍。1年目は出場機会に恵まれなかったが、2年目の2009年以降はレギュラーに定着し活躍した。しかし2010年のシーズン終了後、コストカットのために札幌から契約非更新となる。
2011年より、愛媛FCに完全移籍。プロ初ゴールを挙げたものの、僅か8試合の出場に留まり12月2日に戦力外通告を受ける。
2012年より、東京ヴェルディに移籍。だが出場は2試合のみに終わり、1年で退団。12月26日、FC町田ゼルビアへ移籍。2013年シーズン終了後、契約満了により退団。
2014年3月、レノファ山口FCへ移籍 も1年で退団。
2015年、MIOびわこ滋賀へ移籍。
2016年、FCマルヤス岡崎へ移籍。
2018年1月、現役引退とFCマルヤス岡崎のコーチ就任が発表された。

## 所属クラブ
ユース経歴
- - 1997年 下松ジュニアサッカークラブ
- 1998年 - 2000年 下松市立末武中学校
- 2001年 - 2003年 広島県立広島皆実高等学校

プロ経歴
- 2004年 - 2007年 サンフレッチェ広島
- 2008年 - 2010年 コンサドーレ札幌
- 2011年 愛媛FC
- 2012年 東京ヴェルディ
- 2013年 FC町田ゼルビア
- 2014年3月 - 同年12月 レノファ山口FC
- 2015年 MIOびわこ滋賀
- 2016年 - 2017年 FCマルヤス岡崎

## 個人成績
| 国内大会個人成績 | 国内大会個人成績 | 国内大会個人成績 | 国内大会個人成績 | 国内大会個人成績 | 国内大会個人成績 | 国内大会個人成績 | 国内大会個人成績 | 国内大会個人成績 | 国内大会個人成績 | 国内大会個人成績 | 国内大会個人成績 |
| 年度             | クラブ           | 背番号           | リーグ           | リーグ戦         | リーグ戦         | リーグ杯         | リーグ杯         | オープン杯       | オープン杯       | 期間通算         | 期間通算         |
| 年度             | クラブ           | 背番号           | リーグ           | 出場             | 得点             | 出場             | 得点             | 出場             | 得点             | 出場             | 得点             |
| 日本             | 日本             | 日本             | 日本             | リーグ戦         | リーグ戦         | リーグ杯         | リーグ杯         | 天皇杯           | 天皇杯           | 期間通算         | 期間通算         |
| ---------------- | ---------------- | ---------------- | ---------------- | ---------------- | ---------------- | ---------------- | ---------------- | ---------------- | ---------------- | ---------------- | ---------------- |
| 2004             | 広島             | 25               | J1               | 11               | 0                | 1                | 0                | 0                | 0                | 12               | 0                |
| 2005             | 広島             | 18               | J1               | 1                | 0                | 0                | 0                | 0                | 0                | 1                | 0                |
| 2006             | 広島             | 18               | J1               | 11               | 0                | 4                | 0                | 0                | 0                | 15               | 0                |
| 2007             | 広島             | 3                | J1               | 3                | 0                | 2                | 0                | 1                | 0                | 6                | 0                |
| 2008             | 札幌             | 2                | J1               | 9                | 0                | 5                | 0                | 0                | 0                | 14               | 0                |
| 2009             | 札幌             | 2                | J2               | 41               | 0                | -                | -                | 2                | 0                | 43               | 0                |
| 2010             | 札幌             | 2                | J2               | 19               | 0                | -                | -                | 2                | 0                | 21               | 0                |
| 2011             | 愛媛             | 2                | J2               | 8                | 1                | -                | -                | 0                | 0                | 8                | 1                |
| 2012             | 東京V            | 2                | J2               | 2                | 0                | -                | -                | 0                | 0                | 2                | 0                |
| 2013             | 町田             | 2                | JFL              | 5                | 0                | -                | -                | -                | -                | 5                | 0                |
| 2014             | 山口             | 25               | JFL              | 11               | 0                | -                | -                | -                | -                | 11               | 0                |
| 2015             | びわこ           | 32               | JFL              | 26               | 2                | -                | -                | 1                | 0                | 27               | 2                |
| 2016             | 岡崎             | 25               | JFL              | 7                | 1                | -                | -                | -                | -                | 7                | 1                |
| 2017             | 岡崎             | 25               | JFL              | 6                | 0                | -                | -                | 0                | 0                | 6                | 0                |
| 通算             | 日本             | 日本             | J1               | 35               | 0                | 12               | 0                | 1                | 0                | 48               | 0                |
| 通算             | 日本             | 日本             | J2               | 70               | 1                | -                | -                | 4                | 0                | 74               | 1                |
| 通算             | 日本             | 日本             | JFL              | 55               | 3                | -                | -                | 1                | 0                | 56               | 3                |
| 総通算           | 総通算           | 総通算           | 総通算           | 160              | 4                | 12               | 0                | 6                | 0                | 178              | 4                |

## 出場歴・タイトル

### 高校・クラブチーム
高校
- 国民体育大会広島県代表 (2002年、2003年)
- 全国高等学校総合体育大会サッカー競技大会 (2002年)
- 全国高等学校サッカー選手権大会 (2002年、2003年)

クラブチーム
- プロ初出場　2004年4月29日ナビスコカップAグループ第2節対横浜F・マリノス戦 (横浜国際総合競技場)
  - 先発フル出場、55分警告
- リーグ戦初出場　2004年5月2日J1･1st第7節対浦和レッドダイヤモンズ戦 (広島ビッグアーチ)
  - 先発出場、69分警告、79分田村祐基に途中交代
- プロ初得点 2011年5月22日J2第13節対栃木SC戦（栃木県グリーンスタジアム）

### 代表
アンダーカテゴリー
- U-17日本代表 (2002年)
- U-18日本代表 (2003年)
- U-20日本代表
  - AFCユース選手権 (2004年)
  - 2005 FIFAワールドユース選手権、ベトナム遠征：Agri Bank Cup (2005年)